# Биллингтон, Томас
Томас Биллингтон (англ. Thomas Billington, 5 декабря 1958, Голборн, Большой Манчестер — 5 декабря 2018, Инс-ин-Мейкерфилд, Северо-Западная Англия), британский рестлер наиболее известный под именем Динамит Кид. Выступал в реслинг-федерациях таких как World Wrestling Federation (WWF), Stampede Wrestling, All Japan Pro Wrestling (AJPW) и New Japan Pro Wrestling (NJPW). В середине-конце 1980-х гг. со своим двоюродным братом Дейви Бой Cмитом, были известной британской командой под названием Британские Бульдоги. У него также были знаменитые фьюды с Сатору Саяма (Маска Тигра) в Японии и c Бретом Хартом в Канаде.
Биллингтон считается многими, включая Брета Харта и Дэйва Мельтцера, одним из самых влиятельных рестлеров на ринге, повысив уровень атлетизма, вовлечённого в искусство, объединив стили из Великобритании, Мексики, Канады и Японии.
Биллингтон обладатель самого первого матча с рейтингом пять звёзд от Дэйва Мельтцера с Маской Тигра (Сатору Саяма), на их матче NJPW Sumo Hall Show 1983 года. Это очень высоко ценится в индустрии.

## Ранняя жизнь
Биллингтон родился в городе Уиган, графство Ланкашир. У него есть две сестры и младший брат по имени Марк.Его отец Билл и дядя Эрик Биллингтон были боксёрами в юности, а его дед Джо Биллингтон был боксёром с голыми кулаками. Являясь членом семьи Биллингтонов. Один из его предков Джеймс Биллингтон тоже был рестлером.
Академическая работа не была для него приоритетом, но в средней школе он увлекался спортом; его приверженность к нему, особенно борьба и гимнастика, помогли ему развить относительно небольшую, но мощную и подвижную форму. Кроме того, он также получил подготовку по боксу в годы своего становления, что помогло привить ему твёрдость перед его карьерой.
Его отец, брат матери Дэйви Боя Смита, был шахтёром и странствующим рабочим, который часто брал молодого Биллингтона посмотреть реслинг матчи в Уигане, хорошо известном своими борцовскими традициями. Именно во время домашнего визита он привлёк внимание Теда Бетли, который руководил профессиональной школой реслинга в своём доме; именно здесь Биллингтон начал своё обучение, чтобы избежать непосильной работы на угольных шахтах.

## Карьера в реслинге

### Ранние годы (1975—1984)
Его первым выстрелом в рядах профессионалов была работа на Макса Крэбтри, поскольку он дебютировал в 1975 году. Первый матч Кида, снятый для телевидения, был записан на плёнку 30 июня 1976 года в Линкольне (и передан 30 октября, когда был снят и показан ещё один матч против Пита Мередита), когда он проиграл техническим нокаутом ветерану хиллу «Силачу» Алану Деннисон после ранения горла на верхнем канате ринга. Однако Деннисон был настолько впечатлён техническим мастерством своего молодого соперника, что отказался от победы и, следовательно, изменил свои взгляды и стал фэйсом и другом Кида.
В первые дни своей карьеры он выиграл титул чемпиона Великобритании в лёгком весе 23 апреля 1977 года и титул чемпиона мира в полусреднем весе 25 января 1978 года. Он также сыграл важную роль в начале карьеры тогдашней звезды дзюдо Криса Адамса, все ещё участвуя в соревнованиях в Великобритании, был разведан и переехал в Калгари, Альберта, Канада в 1978 году.
Динамит оказал большое влияние на свои матчи в Stampede Wrestling со все более популярным Брюсом Хартом и новичком Бретом Хартом. Несмотря на различия между ними из-за комментариев Динамита Кида, сделанных о Стю Харте в его автобиографии, Брет все ещё считает его «фунтом за фунт, величайшим рестлером, который когда-либо жил». В 1979 году Динамит Кид начал принимать стероиды , Большой Папа Риттер, он же Помойный Пёс, познакомил Биллингтона с анаболическим стероидом Динабол. А Джейк Робертс во время пребывания Биллингтона в Канаде познакомил его со спидами .
Сделав большой бизнес в Канаде, Динамит забронировал на свой первый тур в Японию, работая на International Pro Wrestling с 19 по 25 июля 1979 года. Стю Харт и Stampede Wrestling переключили свои деловые отношения с IPW на New Japan Pro Wrestling вскоре после первого тура Динамит, и он выступал за New Japan Pro Wrestling с 4 января 1980 года по 2 августа 1984 года. Возможно, самые запоминающиеся матчи Динамита, которые были из его забега в японском промоушене, были из его теперь легендарной вражды с Маской Тигра; Дебют Маски Тигра был против Динамита, в котором Маска Тигра потрясла мир реслинга, одержав победу над Динамитом. Эти двое будут соревноваться друг с другом ещё несколько раз в между собой, которая часто приписывается тому, чтобы поставить титул юниоров в тяжёлом весе на карту, а также установить стандарт для будущих поколений. Оба титула NWA и Чемпионство WWF в тяжёлом весе среди юниоров были вакантированны после того, как тигр Маска был ранен Динамитом Кидом в матче 1 апреля 1983 года. Динамит и Куниаки Кобаяси боролись за вакантные титулы, но победитель так и не был определён. 21 апреля 1983 года Динамит и Маска Тигра встретились за на матче вакантное Чемпион WWF в тяжёлом весе среди юниоров, но победитель не был определён после того, как матч закончился вничью три раза подряд.
7 февраля 1984 года Биллингтон завоевал титул чемпиона WWF в тяжёлом весе среди юниоров выиграв турнир New Japan Pro Wrestling; хотя это был титул WWF, он в основном защищался в Японии. Он победил Дэйви Бой Смита ранее в турнире, и будет продолжать побеждать Кобру в финале.

### World Wrestling Federation (1984—1988)
Динамит Кид дебютировал на телевидении WWF 29 августа 1984 года, где он и Брет Харт победили Железного Майка Шарпа и Троя Александера в матче, показанном 15 сентября 1984 года в эфире Maple Leaf Garden. Биллингтон в конечном итоге объединится с Дэви Бой Смитом в качестве Британских Бульдогов, а Брет уйдёт и объединится с Джимом Нейдхартом в качестве команды Основания Хартов, и это приведёт к матчам между двумя командами, которые обычно заканчиваются безрезультатно. 7 апреля 1986 года в сопровождении капитана Лу Альбано и Оззи Осборна Британские Бульдоги выиграли титулы Командных Чемпиона Мира WWF у Грега Валентайна и Брутуса Бифкейка на WrestleMania II.
В декабре 1986 года Динамит Кид получил серьёзную травму в матче за командные титулы, который состоялся в Гамильтоне, Онтарио, Канада против Дона Мурако и Боба Ортона-младшего, и несколько рестлеров, включая Родди Пайпера, Помойного Пса и Билли Джека Хейнса, заменили его, когда была сделана защита командных титулов. Поправляясь в больнице после операции на спине, Биллингтон позже расскажет, что Брет Харт пришёл и заявил, что Винс МакМен послал его забрать командные пояса у Динамита; Биллингтон отказался.Вскоре после выписки из больницы (вопреки предписаниям врачей) Биллингтон встретился с Макменом, который потребовал, чтобы «Бульдоги» передали командные титулы Железному Шейху и Николаю Волкову; Биллингтон отказался, сказав, что он передаст пояса только Основанию Хартов.
Макмен согласился, и на телевизионной записи 26 января 1987 года Британские Бульдоги сражались за то, чтобы отдать титулы Основанию Хартов; матч вышел в эфир 7 февраля в выпуске WWF Superstars of Wrestling. Сам матч был странным, так как Динамит едва мог ходить из-за операции на спине. Динамит был выбит Мегафоном Джимми Харта в начале матча, избегая того, чтобы ему пришлось много выступать в матчах для сюжетных линий. С этого момента «Бульдоги» больше не будут командой высшего уровня, и хотя они не станут прямыми джобберами, они будут в основном сражаться за двойные дисквалификации, двойные отсчёты или временные ничьи против лучших команд в WWF.
Биллингтон был известен тем, что был крутым парнем и жестоким сотрудником. Мик Фоли в своей автобиографии говорил, что, когда он и Лес Торнтон (ещё один британский рестлер) сражались с Бульдогами в матче за командные пояса в начале карьеры Фоули, Биллингтон так сильно избил его на ринге, что он порвал связку на челюсти Фоули своим фирменным клоузлайном, не позволяя Фоули есть твёрдую пищу до его выздоровления.За пределами ринга чемпион WWF Рэнди Сэвидж однажды специально попросил его следить за своей спиной, когда он пил в баре отеля, часто посещаемом рестлерами NWA, включая Рика Флэра. Он также участвовал в нескольких закулисных драках с Жаком Ружо. Одна из них привела к тому, что Ружо напал на него с горстью четвертаков, когда он открыл дверь, держа поднос с обедом, выбив ему несколько зубов. Биллингтон утверждал, что инцидент с Ружо был не последней каплей, которая заставила его покинуть WWF, а скорее спором с руководством WWF по поводу выдачи бесплатных билетов на самолёт, из-за которого он ушёл из компании в принципе и который, к его удивлению, в ретроспективе Смит последовал его примеру.
На Survivor Series (1988) Бульдоги сражались в своём последнем матче в стенах WWF на выбывания. Хотя их команда выиграла бы матч после того, как капитаны команд The Powers of Pain (Варвар и Военачальник) устранили последних оставшихся противников Конкистадоров, Бульдоги ранее были устранены, когда Биллингтон был прижат Смэшом из команды Demolition.

### Stampede Wrestling и Япония (1988—1996)
После ухода из WWF , Бульдоги вернулись в Stampede Wrestling, чтобы выиграть международные командные титулы. Бульдоги также часто выступали в All-Japan Pro Wrestling, где Гигант Баба платил им по 20 000 долларов, а также свободу выбора, в каких турах они хотели бы участвовать. По возвращении в Стэмпид, Бульдоги были вовлечены в вражду с Карачи Vice из-за Международных Командных Чемпионств Stampede Wrestling. Однако к февралю 1989 года Динамит оказался вовлечён в жестокую вражду с Джонни Смитом после того, как Джонни вмешался и напал на Динамита, прежде чем отрезать ему волосы. В мае 1989 года Бульдоги разделились в Stampede, но остались командой в AJPW. В Stampede, Бульдоги враждовали друг с другом, а Динамит образовал новую группировку под названием Британские Громилы с Джонни Смитом и Дэви Бой Смитом, объединившимися с молодым Крисом Бенуа.
В 1990 году Дэйви Бой Смит резко отозвал Бульдогов из World’s Strongest Tag Determination League AJPW, вернувшись в WWF, и сфабриковал историю в офисе AJPW, что Биллингтон попал в серьёзную автомобильную аварию и не смог выступать. Вернувшись домой в Великобританию, начиная с 1991 года, он регулярно появлялся на местных рекламных акциях All Star Wrestling и Orig Williams ' BWF, где благодаря своему успеху в WWF на этот раз он был главной звездой. Так как Дэйви Бой Смит был торговой маркой названия «Британский Бульдог» во время предыдущего забега Бульдогов в WWF, он решил вернуться в WWF как Британский Бульдог и посылал людей в Великобританию, чтобы предупредить промоутера каждый раз, когда распространялась листовка, рекламирующая Динамита Кида как « Британский Бульдог».
Джонни Смит в конечном итоге занял место Дэйви боя Смита в World’s Strongest Tag Determination League, и дуэт (известный как Британские Громилы) продолжали выступать в All Japan Pro Wrestling. Дуэту удалось завоевать командные пояса All Asia Tag Team Championship, но партнёрство было недолгим; годы злоупотребления стероидами (включая инцидент, в котором он использовал лошадиные стероиды), работа в стиле высокой отдачи и употребление кокаина настигли Биллингтона, когда он внезапно объявил о своей отставке 6 декабря 1991 года, сразу после того, как «Громилы» победили Джонни Эйса и Саннм Бич в Ниппон Будокан в Токио. 28 февраля 1993 года Он вернулся в Японию в качестве специального гостя вместе с Лордом Джеймсом Блирсом и заявил, что собирается отправить своего 17-летнего брата в All Japan Pro Wrestling, но это не было осуществлено. 28 июля 1993 года он снова вернулся на командный за пояса матч с Джонни Смитом и планировал провести All Japan Pro Wrestling в своей стране в 1994 году, но это не было реализовано.
Прежде чем отправиться в очередное турне по Японии, он навестил Дэна Спайви и провёл неделю в его доме во Флориде, а Спайви отправился в отпуск. Когда Спайви вернулся, он и Биллингтон приняли ЛСД, что привело к тому, что Биллингтон дважды за один день был близок к смерти, но оба раза его оживляли парамедики инъекциями адреналина.
Последний его реслинг матч состоялся 10 октября 1996 года на профессиональном турнире Michinoku Pro под названием «These Days (Эти Дни)». Матч был раскручен как" «Legends of High-Flying» " с шестью рестлерами на ринге, появившийся Динамит в команде с Дос Карасом и Куняки Кобаяси против Великого Сасукэ, Миль Маскараса и Маски Тигра. Тело Динамита ухудшилось до такой степени, что он «практически превратился в кожу да кости», так как нижняя часть его колготок была очень свободной. В конце концов, Динамит показал свой фирменный приём Гробовую Плиту (Tombstone Piledriver), на Великом Сасукэ, Дос Карас провёл пауэрбомбу Сасукэ и удержание. На следующий день в аэропорту, чтобы вернуться домой, у Динамита случился второй приступ (первый был в 1987 году), и его немедленно отправили в больницу.

## Личная жизнь
В 1991 году он развёлся со своей первой женой Мишель Смаду (сестрой тогдашней жены Брета Харта Джули), с которой у Биллингтона был один сын и две дочери (Марек, Бронуин и Амарис). После того, как его брак с Мишель закончился, он переехал из Канады домой в Уиган вместе с родителями. Там он женился во второй раз на женщине по имени Дот; с ней у него было трое пасынков: Джон, Стивен и Марк.. Перед смертью у Биллингтона было две внучки, Майами и Тая.
Биллингтон был близким другом Уэйна Харта. Когда Биллингтон жил в Калгари, они вместе владели квартирой, где жили со своими подружками.

### Конфликты с другими рестлерами
У Биллингтона было несколько закулистных драк с другими рестлерами. Один из таких случаев был с Брюсом Хартом, в котором Биллингтон сломал Харту челюсть. Другой был в WWF, где борец Жак Ружо-младший почувствовал, что Биллингтон издевается над ним, и ударил Биллингтона в лицо кулаком, держащим свёрнутые четвертаки, выбив Биллингтону передние зубы.

### Проблемы со здоровьем
В 1997 году, у Биллингтона было много осложнений с ходьбой из-за большого количества травм спины и ног, которые он перенёс во время своей карьеры рестлера, Биллингтон потерял возможность использовать свою левую ногу. У него была парализована левая нога, и он передвигался в инвалидном кресле; за ним ухаживала его вторая жена Дот.Врачи Биллингтону сказали, что он никогда больше не сможет ходить. Харли Рейс, изобретатель ныряющего удара головой (diving headbut), заявил, что он сожалеет о том, что когда-либо изобретал этот приём, потому что он, по-видимому, вызывает проблемы со спинным мозгом, а также сотрясения мозга и, возможно, способствовал инвалидности Биллингтона. Помимо паралича Биллингтон страдал ещё и сердечными заболеваниями. В ноябре 2013 года Биллингтон, как сообщается, перенёс инсульт.
В 2015 году он упомянул о иске, поданном WWE после того, как они получили письмо от него, указывающее, что он намеревался подать на них в суд за травмы, вызванные сотрясением мозга, полученные во время его пребывания с ними. Его представлял адвокат Константин Кирос, который участвует в нескольких других судебных процессах с участием бывших борцов WWE. Иск Биллингтона был отклонён окружным судьёй США Ванессой Линн Брайант в сентябре 2018 года.

### Смерть
Биллингтон умер 5 декабря 2018 года, в свой 60-й день рождения. Точная причина смерти остаётся неподтверждённой, но сообщение Би-би-си о его смерти поместило её в контекст вышеупомянутых проблем со здоровьем.

## Наследие
Британская подготовка Биллингтона в сочетании с воздушным Арсеналом, отточенным во время многочисленных туров в Японии, повлияла на поколение более поздних звёзд рестлинга, особенно тех, кто обычно ассоциировался с «подземельем» Стю Харта. последователем был Крис Бенуа, который боготворил Биллингтона в детстве и принял аналогичный набор движений, который включал swandive headbutt и Snap suplex.
В феврале 2013 г. Highspots.com выпустил документальный фильм под названием Dynamite Kid: A Matter Of Pride on the Dynamite Kid.
В октябре 2014 года Биллингтон был награждён пожизненной наградой за достижения в развлекательном центре Gloucester от Superstars of Wrestling UK.
Биллингтон фигурирует в документальном фильме 2016 года «Девять Легенд».
Играбельный персонаж в аркадных играх Mat Mania/Mania Challenge/Exciting Hour середины 1980-х годов назван «Динамит Томми», который часто считается смоделированным по образцу Биллингтона. На самом деле, на обложке игры изображён персонаж, носящий чемпионский пояс, который почти точно соответствует Чемпиону WWF в полутжелом весе, который проводил Биллингтон.
16 сентября 2021 года на Vice TV в рамках своего сериала «Темная сторона ринга» транслировал ретроспективу жизни Биллингтона, как на ринге, так и за его пределами. В эту программу включены интервью с вдовой Динамита, дочерьми и рестлерами Дэном Спайви и членом Зала славы WWE Миком Фоули.

## В реслинге
- Завершающие приёмы
  - Ныряющий удар головой (Diving headbutt)

- Коронные приёмы
  - Superplex
  - Snap suplex
  - Tombstone piledriver
  - Cradle tombstone piledriver
  - Front missile dropkick
  - High lift belly to back suplex
  - Indian deathlock
  - European uppercut

- Менеджер
  - Луи Альбано
  - J.R. Фоли

## Титулы и достижения
- All Japan Pro Wrestling
  - All Asia Tag Team Championship (1 раз) — с Джонни Смитом
  - NWA International Junior чемпион в тяжёлом весе (1 раз)
  - World’s Strongest Tag Determination League Fighting Spirit Award (1984, 1985) — c Дейви Бой Смитом[38][39]
  - World’s Strongest Tag Determination League Skills Award (1989) — с Дейви Бой Смитом[40]
  - World’s Strongest Tag Determination League Fair Play Award (1990, 1991) — с Джонни Смитом[41][42]

- Атлантик Гран-При Рестлинг
  - AGPW Международный чемпион в тяжёлом весе (1 раз)[43]

- Совместные Промоушены
  - Чемпион Великобритании в полусреднем весе (1 раз)
  - Чемпион Великобритании в лёгком весе (1 раз)
  - Чемпионат Европы в полусреднем весе (1 раз)

- New Japan Pro Wrestling
  - Чемпион WWF в тяжёлом весе среди юниоров[b][44]
  - Величайший Гайдзин Юниорской Секции (2002)[45]

- Тихоокеанский Северо-Западный Реслинг
  - NWA Тихоокеанский Северо-Западный чемпион в тяжёлом весе (1 раз) Тихоокеанский Северо-Западный чемпион в тяжёлом весе (1 раз)
  - NWA Тихоокеанский Северо-Западный командный чемпион (1 раз) — с Ассасином

- Pro Wrestling Illustrated
  - PWI ставит его команду под № 5 в списке 100 лучших команд c Дейви Бой Смитом в 2003 году
  - PWI ставит его под № 41 в списке 500 лучших рестлеров в 2003 году[46]

- Stampede Wrestling
  - Stampede Чемпион Британского государства в среднем весе (5 раз, инаугурационный)
  - Stampede Международный Командный Чемпион (6 раз) — с Сегигавой (1 раз), Лох Несс Монстр (1 раз), Кусавадо (1 раз), Дюк Майерс (1 раз), Дейви Бой Смит (2 раза)
  - Stampede Североамериканский чемпион в тяжёлом весе (1 раз)
  - Stampede Мировой чемпион в средне-тяжелом весе (4 раза)[47]
  - Зал Славы Stampede Wrestling (введён 1995 году)[48][49]

- Tokyo Sports
  - Пожизненная Награда за Достижения (1991)

- World Wrestling Federation
  - Мировой Командный чемпион (1 раз) — c Дейви Бой Смитом[50]

- Wrestling Observer Newsletter
  - 5-звёздочный матч (21.04.1983) —  против Маски Тигра на NJPW Sumo Hall Show 1983
  - Лучший хайфлайер (1984)
  - Лучший Технический Рестлер —  связка с Маса Саито
  - Лучший Приём — Мощный чистый дропкик 
  - Матч Года (1982) — против Маски Тигра 5 августа Токио Япония
  - Самый Недооценённый (1983)
  - Команда Года (1985) — с Дейви Бой Смитом
  - Зал Славы Wrestling Observer Newsletter (введён в 1996 году)

- Канадский Зал Славы Реслинга
  - введён в 2001 году[51]

### Luchas de Apuestas
| Победитель (ставка) | Проигравший (ставка) | Место             | Мероприятие | Дата  | Заметки |
| ------------------- | -------------------- | ----------------- | ----------- | ----- | ------- |
| Брюс Харт (волосы)  | Динамит Кид (волосы) | Калгари, Альберта | Stampede    | 1980е | [ d ]   |

## Заметки
1. ↑  Рестлер, который всем проигрывает
2. ↑  В 1970-х — 1980-х годах WWWF сформировали партнёрские соглашения с федерациями/промоушенами профессионального рестлинга New Japan Pro-Wrestling (NJPW), Universal Wrestling Federation (UWF) и Universal Wrestling Association (UWA), в результате чего некоторые титулы этих компаний были использованы рестлерами WWWF. 
В 80-е года WWWF переименовывается в WWF (World Wrestling Federation) и разрывает партнёрские соглашения с NJPW и UWF.  Некоторые титулы этих федераций так и остались в WWF — один титул от UWF и три титула от NJPW  Международное чемпионство WWF в тяжёлом весе от UWF а также Чемпионство WWF в тяжёлом весе среди юниоров. 

Титул перестал использоваться после окончания срока действия соглашения между WWE и NJPW.
3. ↑  Не позднее 1984 года
4. ↑  Поражение привело к тому, что менеджеру Динамита Кида JR Фоли пришлось побрить ему голову, поскольку  Динамит и так был коротко подстрижен.[52]